# Nephrotoma affinis
Nephrotoma affinis är en tvåvingeart som först beskrevs av Luigi Bellardi 1859.  Nephrotoma affinis ingår i släktet Nephrotoma och familjen storharkrankar. Inga underarter finns listade i Catalogue of Life.